# Notazione per la differenziazione
Nel calcolo differenziale non esiste una notazione per la differenziazione univoca. Diversi matematici, infatti, hanno proposto nel tempo alcune particolari simbologie per denotare la derivata di una funzione.

## Notazione di Leibniz
La notazione di Gottfried Leibniz, utilizzata da gran parte dei matematici e fisici, è la seguente:
{\displaystyle {\frac {\mathrm {d} y}{\mathrm {d} x}}}, o anche {\displaystyle {\frac {\mathrm {d} f(x)}{\mathrm {d} x}}.}
La derivata seconda si può ricavare imponendo formalmente che la {\displaystyle y} da derivare sia uguale alla derivata prima:
{\displaystyle {\frac {\mathrm {d} \left({\frac {\mathrm {d} y}{\mathrm {d} x}}\right)}{\mathrm {d} x}}={\frac {\mathrm {d} }{\mathrm {d} x}}\cdot \left({\frac {\mathrm {d} y}{\mathrm {d} x}}\right)=\left({\frac {\mathrm {d} }{\mathrm {d} x}}\right)^{2}\cdot y={\frac {\mathrm {d} ^{2}y}{\mathrm {d} x^{2}}}.}
In generale, la derivata {\displaystyle n}-esima si indica nel modo seguente:
{\displaystyle {\frac {\mathrm {d} ^{n}y}{\mathrm {d} x^{n}}}}, o anche {\displaystyle {\frac {\mathrm {d} ^{n}f(x)}{\mathrm {d} x^{n}}}.}
La derivata puntuale (calcolata nel punto {\displaystyle a}) si può esprimere in due modi equivalenti:
{\displaystyle {\frac {\mathrm {d} y}{\mathrm {d} x}}\left.{\!\!{\frac {}{}}}\right|_{x=a}={\frac {\mathrm {d} y}{\mathrm {d} x}}(a).}
La simbologia di Leibniz, inoltre, è la più utilizzata quando si deve rappresentare la derivata parziale. In questo caso si usa il simbolo {\displaystyle \partial }
al posto di {\displaystyle d}, in questo modo:
{\displaystyle {\frac {\partial f(x,y)}{\partial x}}.}
Il simbolo {\displaystyle \partial } non corrisponde ad alcuna lettera di alfabeti conosciuti, anche se somiglia alla "D" minuscola dell'alfabeto cirillico con grafia corsiva.

## Notazione di Lagrange
Joseph-Louis Lagrange propose di denotare le tre derivate più importanti mediante il simbolo del primo ( ′ ), del doppio primo ( ″ ) e del triplo primo ( ‴ ):
{\displaystyle f'} per la derivata prima,
{\displaystyle f''} per la derivata seconda,
{\displaystyle f'''} per la derivata terza.
Col passare del tempo, alcuni autori interpretarono l'idea di Lagrange ampliando la sua notazione con l'utilizzo dei numeri romani (ad esempio {\displaystyle f^{IV}} per la derivata quarta di {\displaystyle f}), mentre altri autori utilizzarono i numeri interi fra parentesi tonde (come {\displaystyle f^{(4)}}). La notazione generica è {\displaystyle f^{(n)}}.
Se si vuole esplicitare il ruolo delle variabili, la notazione diventa:
{\displaystyle f_{x}} per la derivata prima,
{\displaystyle f_{xx}} per la derivata seconda,
{\displaystyle f_{xxx}} per la derivata terza.
Analogamente si può ricavare una notazione generica che è {\displaystyle f_{x}^{(n)}.}

## Notazione di Eulero
La notazione di Eulero fa utilizzo dell'operatore differenziale {\displaystyle \operatorname {D} } nella maniera seguente:
{\displaystyle \operatorname {D} f} per la derivata prima,
{\displaystyle \operatorname {D} ^{2}f} per la derivata seconda e
{\displaystyle \operatorname {D} ^{n}f} per la derivata {\displaystyle n}-esima, {\displaystyle \forall n\in \mathbb {N} }.
Volendo rappresentare anche il ruolo delle variabili, la notazione diventa:
{\displaystyle \operatorname {D} _{x}y} per la derivata prima,
{\displaystyle \operatorname {D} _{x}^{2}y} per la derivata seconda e
{\displaystyle \operatorname {D} _{x}^{n}y} per la derivata {\displaystyle n}-esima, {\displaystyle \forall n\in \mathbb {N} }.

## Notazione di Newton
La notazione di Isaac Newton prevede l'utilizzo di un punto ({\displaystyle \cdot }) sopra alla variabile dipendente:
{\displaystyle {\dot {y}}} per la derivata prima,
{\displaystyle {\ddot {y}}} per la derivata seconda,
{\displaystyle {\overset {...}{y}}} per la derivata terza,
e così via.
La notazione di Newton è utilizzata perlopiù nella teoria delle equazioni differenziali ordinarie e in meccanica (soprattutto quando si indica una derivata rispetto al tempo).

## Notazione nel calcolo vettoriale
Anche i vettori e le matrici, o più in generale gli elementi appartenenti a {\displaystyle \mathbb {R} ^{n}} con {\displaystyle n>1,} possiedono diversi tipi di notazioni, per lo più diverse a seconda di ciò che essi esprimono. In particolare, l'operatore nabla scritto nella forma generalizzata di uno spazio {\displaystyle \mathbb {R} ^{n},} con {\displaystyle n>1,} come il vettore
{\displaystyle \nabla =\sum _{i=1}^{n}{\hat {\mathbf {x} }}_{i}{\frac {\partial }{\partial x_{i}}},}
esprime diversi tipi di operazioni differenziali fra cui:
- il gradiente {\displaystyle \operatorname {grad} f=\nabla f}, dove essendo applicato ad una funzione scalare permette di ottenere un vettore composto dalle derivate parziali della funzione fatte rispetto ai componenti del nabla;

- la divergenza {\displaystyle \operatorname {div} {\vec {v}}=\nabla \cdot {\vec {v}}} dove essendo applicato ad un vettore attraverso un prodotto scalare permette di ottenere uno scalare (ossia il divergente);

- il rotore:

{\displaystyle \operatorname {rot} {\vec {v}}=\nabla \times {\vec {v}}} dove essendo applicato ad un vettore attraverso un prodotto vettoriale restituisce un vettore attraverso le regole del prodotto vettoriale.
Le derivate di ordine superiore della funzione scalare {\displaystyle f} presentano notazioni diverse. In particolare, per la derivata del secondo ordine si usa l'operatore di Laplace (o laplaciano), esprimibile come:
{\displaystyle \nabla ^{2}f=\Delta f=\nabla \!\cdot \!\nabla f.}
Tale operatore, se applicato ad una funzione vettoriale come prodotto tensoriale, restituisce la matrice jacobiana che ha come elementi le derivate parziali della funzione vettoriale rispetto ai componenti dell'operatore nabla:
{\displaystyle \operatorname {J} \mathbf {f} ={\begin{bmatrix}{\dfrac {\partial f_{1}}{\partial x_{1}}}&\cdots &{\dfrac {\partial f_{1}}{\partial x_{n}}}\\\vdots &\ddots &\vdots \\{\dfrac {\partial f_{m}}{\partial x_{1}}}&\cdots &{\dfrac {\partial f_{m}}{\partial x_{n}}}\end{bmatrix}}.}